# 司铺乡
司铺乡，是中华人民共和国江西省上饶市横峰县下辖的一个乡。

## 行政区划
司铺乡下辖以下地区：
古楼村、司铺村、宋村、刘家村和牛桥村。